# Viktor Krovopuskov
Viktor Krovopuskov (en rus: Виктор Кровопусков) (Moscou, Unió Soviètica 1948) és un tirador d'esgrima rus, ja retirat, guanyador de quatre medalles olímpiques d'or.

## Biografia
Va néixer el 29 de setembre de 1948 a la ciutat de Moscou, capital en aquells moments de la República Socialista Federada Soviètica de Rússia (Unió Soviètica) i que avui dia és capital de la Federació Russa.

## Carrera esportiva
Va participar, als 27 anys, en els Jocs Olímpics d'Estiu de 1976 realitzats a Mont-real (Canadà), on aconseguí guanyar la medalla d'or en la prova individual i per equips en la modalitat masculina de sabre, un èxit que repetí en els Jocs Olímpics d'Estiu de 1980 realitzats a Mosoou (Unió Soviètica).
Al llarg de la seva carrera ha guanyat catorze medalles en el Campionat del Món d'esgrima, entre elles vuit medalles d'or; així com dues vegades la Copa del Món de l'especialitat.
L'any 1976 fou guardonat amb l'Orde de la Bandera Roja del Treball i el 1980 amb l'Orde de Lenin.